# 哈米尔·马瓦德
豪尔赫·哈米尔·马瓦德·维特（Jorge Jamil Mahuad Witt，1949年7月29日—）是前厄瓜多爾總統，1987－1988年及1991－1993年两次任人民民主党主席，1983至84年曾任劳动部长。1992年当选首都基多市市长，1998年当选總統，2000年1月他宣佈以美元取代厄瓜多爾貨幣蘇克雷，觸發全國性的抗議活動，同月他被政变推翻，流亡美国。副总统古斯塔沃·诺沃亚接替总统职务。
他是黎巴嫩和德国后裔。

## 外部連結
- Extended biography (in Spanish) by CIDOB Foundation（页面存档备份，存于）
- Text of the Rio Protocol
- Mahuad and Fujimori
- 厄國前總統馬瓦德背景資料（页面存档备份，存于）

| 前任： 法维安·阿拉尔孔 | 厄瓜多尔总统 1998年－2000年 | 繼任： 古斯塔沃·诺沃亚 |